# Angels Landing
Angels Landing (littéralement « Piste des Anges »), situé au sud-ouest de l'État américain de l'Utah, est un des sommets (1 765 mètres) les plus connus du parc national de Zion. 
Le parc national de Zion propose un sentier de randonnée (l'Angels Landing Trail) qui permet d'atteindre le sommet de la montagne. La longueur du sentier est de 8 kilomètres et son dénivelé est de 453 mètres. Le panorama au sommet permet de visualiser la vallée de la Virgin qui s'écoule au fond du profond canyon de Zion.

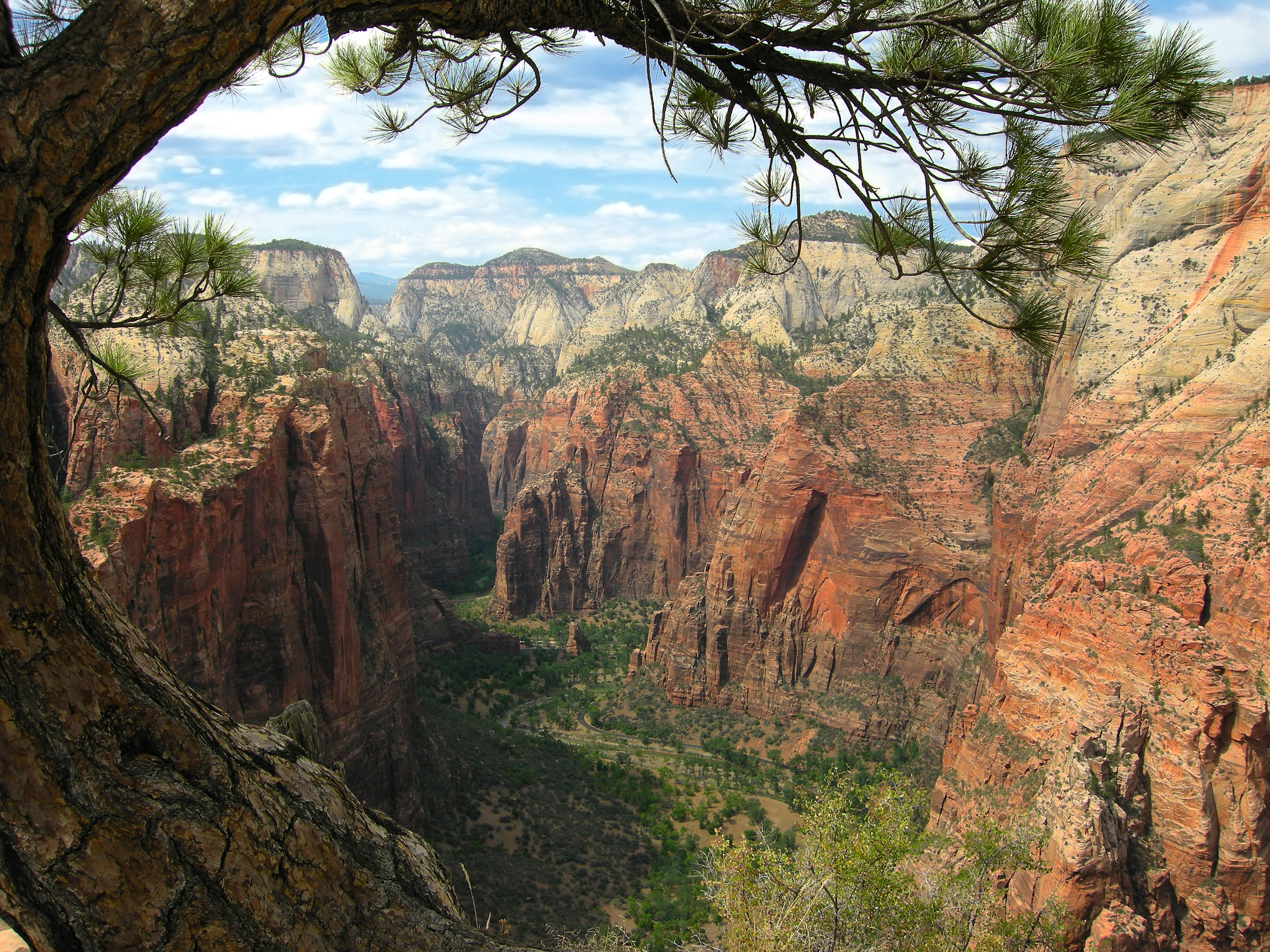
Panorama visible du sommet.

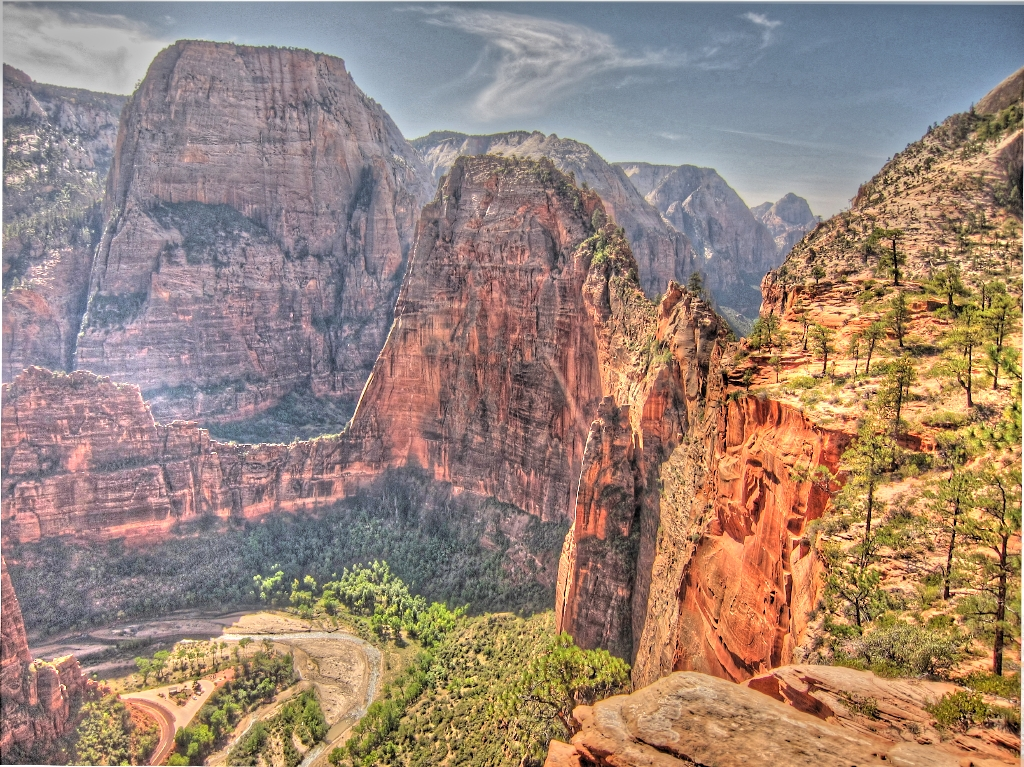
Vue de la phase d'ascension finale depuis un sentier plus au nord.